# 陜川郡招待河燦錫国手杯英才囲碁大会
陜川郡招待河燦錫国手杯英才囲碁大会（ハプチョンぐんしょうたい ハチャンソクこくしゅはい えいさいいごたいかい、하찬석국수 하찬석국수배 배영재바둑대회）は、韓国の囲碁の若手棋士による棋戦。2013年から開始。陜川郡出身の棋士河燦錫国手を記念して創設された。
- 主催 韓国棋院
- 後援 陜川郡
- 協力 陜川郡囲碁協会
- 優勝賞金 (1期)300万ウォン、(2期)700万ウォン、(3期)1000万ウォン、(7期)700万ウォン、(8-10期)800万ウォン、(11期)1000万ウォン

第1期は3名のリーグ戦。第2期からは8名によるトーナメント戦で行われ、決勝戦は3番勝負。
第1-2期は、出場者3名と韓国トップ棋士3名による英才頂上対決を実施。第3期は出場者2名と韓国・中国のトップ棋士1名ずつによる対決、及び韓中の若手対決を実施。第4-5期は日本を加えた3国、第6期からは台湾を加えた4国の対抗戦を実施。
また第7期からは、歴代優勝者と女流棋士の各5名による勝ち抜き対抗戦、英才vs女子頂上連勝対抗戦を実施。
持時間は、第1期は各30分、第2期からは各1時間、40秒の秒読み3回。

## 優勝者と決勝戦
（左が勝者）
- 第1回 2013年 1位：申眞諝（2-0）、2位：申旻埈（1-1）、3位：卞相壹（0-2）
- 第2回 2014年 申眞諝 2-0 申旻埈
- 第3回 2015年 申眞諝 2-1 申旻埈
- 第4回 2016年 朴鐘勲 2-1 朴鎭鍈
- 第5回 2017年 偰玹準 2-0 崔暎讚
- 第6回 2018年 朴炫洙 2-0 朴鎭鍈
- 第7回 2019年 文敏鍾 2-1 康又赫
- 第8回 2020年 玄釉斌 2-1 金炅奐
- 第9回 2021年 文敏鍾 2-0 李沇
- 第10回 2022年 金凡瑞 2-0 權孝珍
- 第11回 2023年 朴只玹 - 元齊焄

## 英才頂上対決
- 2013年（英才チームが2-1で勝利）
  - 申眞諝 勝 李昌鎬
  - 申旻埈 勝 崔哲瀚
  - 卞相壹 負 李世乭
- 2014年（英才チームが2-1で勝利）
  - 申眞諝 負 崔哲瀚
  - 申旻埈 勝 李昌鎬
  - 羅玄 勝 李世乭
- 2015年
  - 申眞諝 負 常昊
  - 廖元赫 勝 李昌鎬
  - （韓中英才戦）申眞諝 勝 廖元赫
- 2016年
  - （韓中日英才戦）
  - 大西竜平 勝 朴鐘勲
  - 朴鐘勲 勝 廖元赫
  - 廖元赫 勝 大西竜平
  - （英才頂上対決）
  - 廖元赫 勝 朴廷桓
- 2017年
  - （韓中日英才戦）
  - 許嘉陽 勝 広瀬優一
  - 偰玹準 勝 広瀬優一
  - 許嘉陽 勝 偰玹準
  - （英才頂上対決）
  - 朴廷桓 勝 偰玹準
- 2018年 韓中日台英才囲碁対決（優勝賞金 500万ウォン）
  - 許皓鋐 - 陳豪鑫、朴炫洙 - 大西竜平
  - 大西竜平 - 許皓鋐、陳豪鑫 - 朴炫洙
  - 朴炫洙 - 許皓鋐、大西竜平 - 陳豪鑫
  - 1位 朴炫洙(2-1)、2位 大西竜平(2-1)、3位 許皓鋐(1-2)[1]
- 2019年 韓中日台英才囲碁対決（優勝賞金 500万ウォン）
  - 文敏鍾 - 賴均輔、陳豪鑫 - 関航太郎
  - 陳豪鑫 - 賴均輔、関航太郎 - 文敏鍾
  - 陳豪鑫 - 文敏鍾、関航太郎 - 賴均輔
  - 1位 陳豪鑫(3-0)、2位 関航太郎(2-1)、3位 文敏鍾(1-2)[2]
- 2020年 英才頂上対決 申眞諝 勝 玄釉斌
- 2021年 河燦錫国手杯記念対局 申眞諝 勝 文敏鍾[3]
- 2022年 河燦錫国手杯記念対局 申眞諝 勝 金凡瑞、朴廷桓 勝 権孝珍[4]
- 2022年 河燦錫国手杯歴代英才王中王戦 （決勝戦）金凡瑞 - 朴炫洙[5]
- 2023年 河燦錫国手杯記念対局 申眞諝	勝 朴隻玹、申旻埈 勝 元齊焄[6]

## 歴代英才vs女子頂上連勝対抗戦
- 2019年 歴代英才vs女子頂上連勝対抗戦[7]
  - 朴鐘勲 - 金恵敏、呉政娥
  - 金彩瑛 - 朴鐘勲
  - 朴炫洙 - 金彩瑛、呉侑珍
  - 崔精 - 朴炫洙、文敏鍾、朴常鎭、偰玹準

- 2020年 歴代英才vs女子頂上連勝対抗戦[8]
  - 玄釉斌 - 趙惠連
  - 曺承亞 -  玄釉斌
  - 文敏鍾 - 曺承亞
  - 金彩瑛 - 文敏鍾
  - 朴炫洙 - 金彩瑛
  - 呉侑珍 - 朴炫洙
  - 朴鐘勲 - 呉侑珍、崔精（出場なし:偰玹準）

- 2021年 歴代英才vs女子頂上連勝対抗戦[9]
  - 曺承亞 - 李沇、玄釉斌
  - 文敏鍾 - 曺承亞、呉政娥、金恵敏、金彩瑛、呉侑珍

## 注
1. ↑  韓国棋院 2018.03.28
2. ↑  韓国棋院 2019.03.27
3. ↑  韓国棋院「하찬석 국수배 영재 vs 정상 기념대국, 합천에서 열려」2021.5.24
4. ↑  韓国棋院「정상의 벽은 높고 두터웠다」2022.7.24
5. ↑  韓国棋院「김범서, 하찬석국수배 역대 영재 왕중왕 등극!」2022.9.24
6. ↑  韓国棋院「‘양신’ 신진서ㆍ신민준, 합천서 영재들과 기념대국 펼쳐」2023.11.1
7. ↑  韓国棋院「박종훈, 끝내기 2연승으로 역대 영재팀에 우승컵 안겨」2019.6.5
8. ↑  韓国棋院「박종훈, 끝내기 2연승으로 역대 영재팀에 우승컵 안겨」2021.7.21
9. ↑  韓国棋院「‘최강 영재’ 문민종, 대회 최초 5연승으로 역대 영재팀 우승 견인」2021.7.26